# Паранцано (Ријети)
Паранцано је насеље у Италији у округу Ријети, региону Лацио.
Према процени из 2011. у насељу је живело 43 становника. Насеље се налази на надморској висини од 283 м.